# Gare de Sérézin
La gare de Sérézin est une gare ferroviaire française de la ligne de Paris-Lyon à Marseille-Saint-Charles, située sur le territoire de la commune de Sérézin-du-Rhône, dans le département du Rhône, en région Auvergne-Rhône-Alpes.
C'est une halte voyageurs de la Société nationale des chemins de fer français (SNCF), desservie par des trains TER Auvergne-Rhône-Alpes.

## Situation ferroviaire
Établie à 164 mètres d'altitude, la gare de Sérézin est située au point kilométrique (PK) 526,418 de la ligne de Paris-Lyon à Marseille-Saint-Charles, entre les gares ouvertes de Feyzin et de Chasse-sur-Rhône. Auparavant se trouvait la gare de Ternay avant celle de Chasse.
Entre Feyzin et Sérézin se trouve le triage de Sibelin.

## Histoire

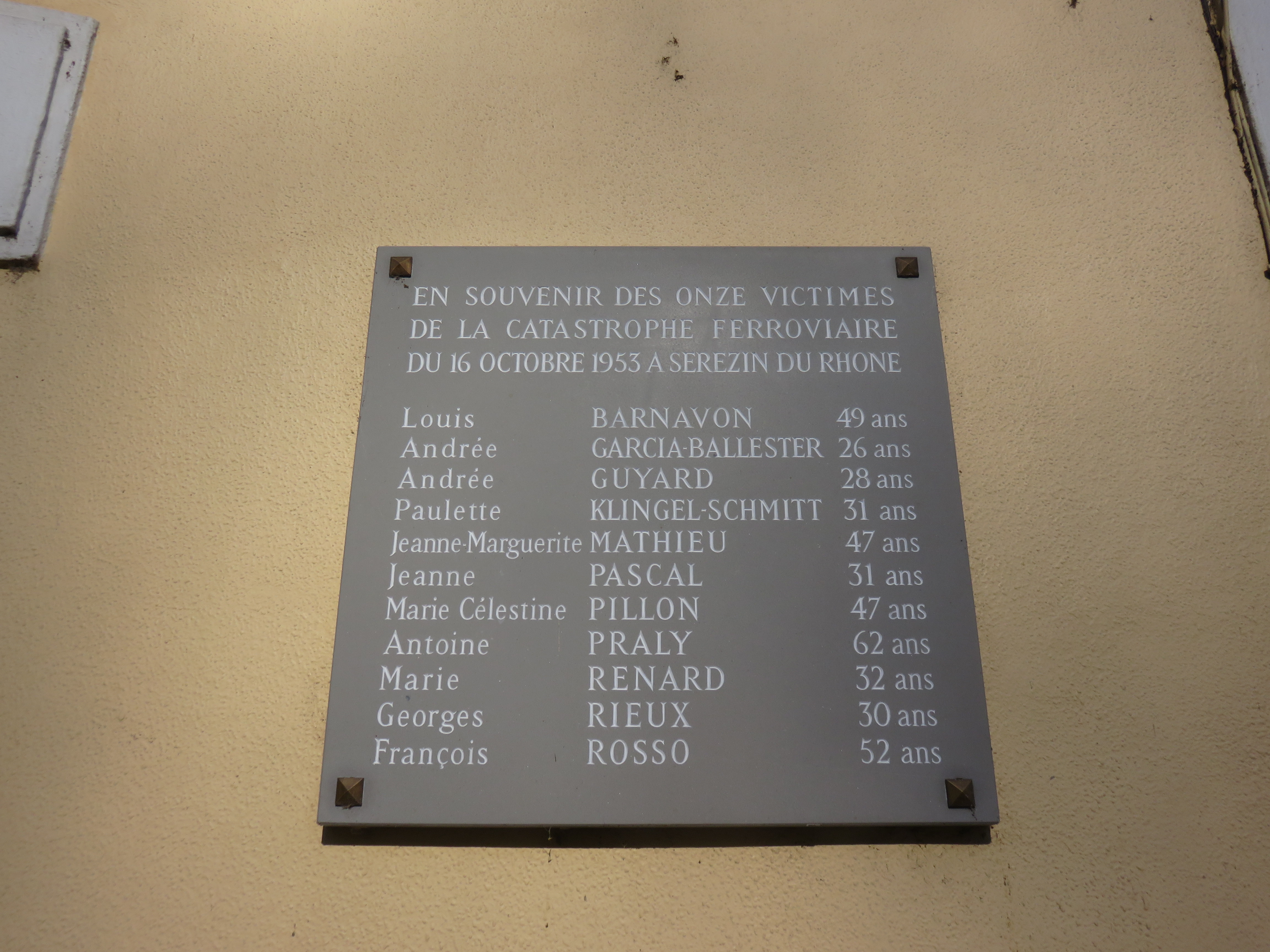
Plaque avec le nom des onze victimes en gare de Sérézin

Le matin du 16 octobre 1953, vers 6h30, une locomotive haut-le-pied percute un train à l'arrêt en gare de Sérézin, l'omnibus 3462 Saint-Rambert-d'Albon-Lyon alors rempli d'ouvriers se rendant à leur travail. Le dernier wagon, en bois à revêtement métallique, est broyé et projeté sur le  le wagon suivant. L'accident fait onze morts et des dizaines de blessés.

## Fréquentation
Selon les estimations de la SNCF, la fréquentation annuelle de la gare s'élève aux nombres indiqués dans le tableau ci-dessous.
| Année                      | 2015    | 2016    | 2017    | 2018    | 2019    | 2020    | 2021    | 2022    |
| -------------------------- | ------- | ------- | ------- | ------- | ------- | ------- | ------- | ------- |
| Voyageurs                  | 185 564 | 174 284 | 183 926 | 185 677 | 226 973 | 150 951 | 180 976 | 263 234 |
| Voyageurs et non voyageurs | 231 956 | 217 855 | 229 907 | 232 096 | 283 716 | 188 689 | 226 220 | 329 043 |

## Service des voyageurs

### Accueil
Halte SNCF, c'est un point d'arrêt non géré (PANG) à accès libre.

### Desserte
Sérézin est une halte voyageurs SNCF du réseau TER Auvergne-Rhône-Alpes desservie par des trains express régionaux de la relation Vienne - Lyon-Perrache - Villefranche-sur-Saône. De plus la gare est desservie par un service navette TER Rhône-Alpes reliant cette gare à Ternay et Communay.

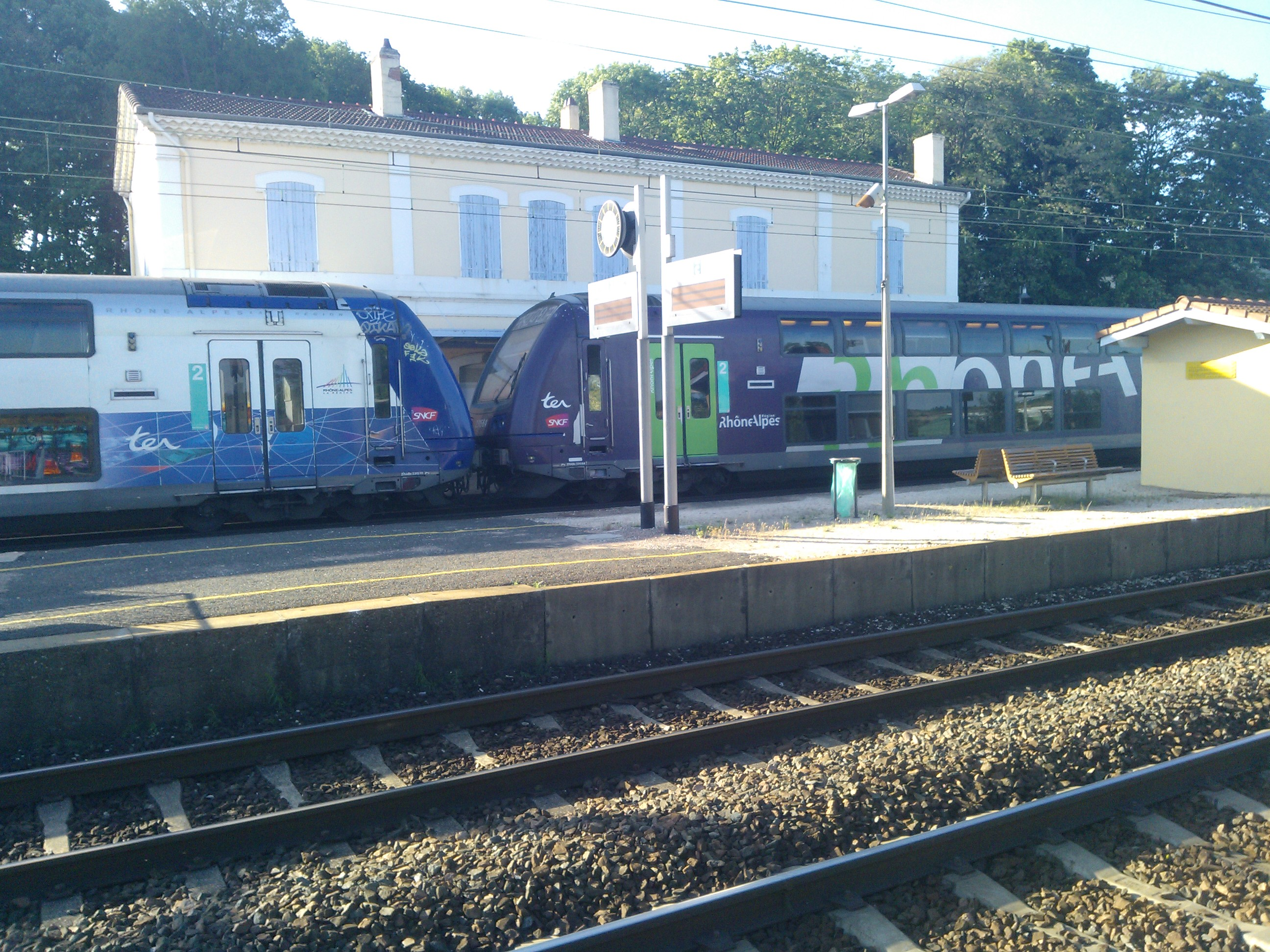
Train en gare

### Intermodalité
Un parc pour les vélos et un parking pour les véhicules y sont aménagés. En complément de la desserte ferroviaire, elle est desservie par un service de cars TER en relation avec Vienne - Lyon-Perrache. Elle est également desservie par les cars du Rhône (ligne 111).

## Patrimoine ferroviaire
L'ancien bâtiment ferroviaire, inutilisé pour le service des voyageurs, est présent sur le site de la gare.